# 恩麟
恩麟（1805年—1876年），诺敏氏，字君錫，號詩樵，又号笔花轩，天放散人，蒙古正黄旗人，清朝政治人物。

## 生平
道光壬辰科舉人，戊戌科進士。由笔帖式、员外郎官至甘肃按察使、布政使。
著有《 塞游草诗》、《听雪窗诗草》、《笔花轩诗稿》等作品。
堂侄耀年为同治元年进士。

## 家庭
- 父廣西按察使多容安。母爱新觉罗氏（父鑲藍旗宗室興瑞，祖父內大臣、工部侍郎宗室恆魯，先祖莊親王舒爾哈齊）。
- 胞姊諾敏氏，嫁镶红旗满洲、道光十八年（1838年）戊戌科进士瓜爾佳氏蘇清阿。